# Scaposerixia bicolor
Scaposerixia bicolor là một loài bọ cánh cứng trong họ Cerambycidae.